# Federação Internacional de Desportos sobre Patins
A Federação Internacional de Desportos sobre Patins (FIRS; Francês: Fédération Internationale de Roller Sports) era o organismo regulador mundial para desportos sobre patins, incluindo Hóquei em Patins, Hóquei em Linha, Patinagem de Velocidade e Patinagem Artística, com sede na cidade de Roma, Itália. 
Foi criado em abril de 1924, em Montreux, Suíça, por dois desportistas suíços, Fred Renkewitz e Otto Myer, que tinha ligações com o Comité Olímpico Internacional.
Em 2017, fundiu-se com a ISP (International Skateboarding Federation) para formar a World Skate.

## Organização
A FIRS reunia quase 100 federações nacionais, incluindo os países de todos os continentes e que eram filiados com a União Internacional de Patinagem.
A FIRS visava promover o desporto sobre patins e participação numa escala global. As suas áreas de responsabilidade eram as seguintes:
Administração e Regulamentos;
Organização de competições internacionais;
Desenvolver o movimento mundial;
Promoção.
A autoridade da FIRS era reconhecida pelas seguintes organizações:
Comité Olímpico Internacional (COI);
Associação Geral de Federações Desportivas Internacionais (GAISF);
Associação Internacional Mundial de Jogos (IWGA);
Organização dos Desporto Pan Americanos (PASO).
A FIRS reconhecia as seguintes confederações continentais:
África – Confederação Africana de Desportos sobre Patins (ACSRS);
Europa – Confederação Europeia de Desportos sobre Patins (CERS);
Ásia - Confederação da Ásia Desportos sobre Patins (CARS);
Oceânia - Confederação da Oceânia de Desportos sobre Patins (OCRZ);
América - Confederação Pan-americana de Desportos sobre Patins (CPRS).
Cada confederação continental compreendia ou reconhecia por sua vez vários órgãos de administração nacionais e associações.
A patinagem é considerado um dos exercícios físicos mais completos que existem e goza de enorme popularidade a nível mundial. 
De acordo com as estimativas mais recentes existem mais de 40 milhões de utilizadores habituais de patins recreativos em todo o mundo.

## Competições que a FIRS organizava de Hóquei em patins

### Competições de clubes
Campeonato do Mundo de Clubes de Hóquei em Patins (integrado nos Jogos Mundiais de Patinagem também organizados pela FIRS);
Taça Intercontinental de Hóquei em Patins.

### Competições de seleções de Hóquei em patins
Campeonato do Mundo de Hóquei em Patins;
Campeonato do Mundo de Hóquei em Patins Feminino;
Campeonato do Mundo de Hóquei em Patins Sub-20.